# Amiga Advanced Graphics Architecture

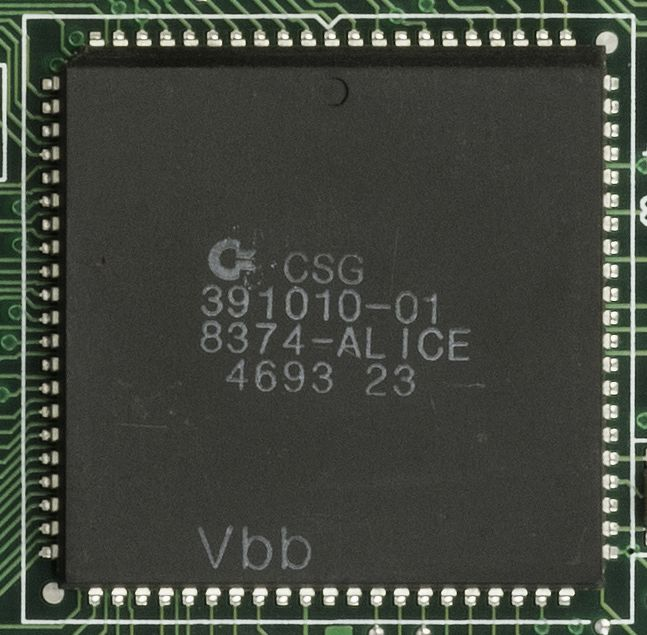
Az Alice custom chip

Az Amiga számítógépek harmadik generációs csipkészlete az Advanced Graphics Architecture, azaz AGA Chipset. Eredetileg Advanced Architecture, azaz AA csipkészletre keresztelték, de hamarosan megváltoztatták, mert a rövidítés összekeverhető volt egy bizonyos autóipari cégével. Az új név továbbá jól kifejezi, hogy a 8 bites hangrendszer érintetlenül hagyásával lényegében egy fejlesztett grafikus képességű csipkészletről van szó. Az előd ECS csipkészlethez hasonlóan lényegében bizonyos fő egyedi, "custom" csipek összességét értjük alatta, ezek: Paula, Alice, Lisa. A Blitter és a Copper az Alice csip részkomponensei.
A csipkészletet 1992 augusztusában jelentették be, mint a leendő Amiga 4000 professzionális rendszerének alapját. Ugyanez év októberében a belépőszintű Amiga 1200 modell is ezzel a csipkészlettel került a boltokba, majd 1993 júliusától az Amiga CD32-t is ezzel szerelték. 256-színű képernyőmódok megjelenítését teszi lehetővé egy 24 bites, 16,8 millió színű palettáról, illetve 640 000 színűekét az ún. HAM8 módban. Az AGA RGB-komponensenként már 8 biten tárolja a színpaletta adatokat, így 3x8, azaz 24 biten 256x256x256, azaz 16 777 216 színű palettát használ, mely 256-ra növelte a képernyőn egyszerre megjeleníthető színek számát. Egy új HAM móddal, a HAM8-cal összesen 262 144 különböző szín jeleníthető meg, igaz, elődjéhez hasonlóan korlátozásokkal.
Az AGA chipset már 32 bites adatsínen éri el a Chip RAM-ját és ennek órajele is duplája a korábbinak. Ebből következően a korábbi ECS chipsethez képest 4-szeres sebességgel futnak a "custom" csipek által végzett műveletek.

## Felbontások
Az AGA chipset különféle képernyőfelbontások megjelenítésére képes a 320x200 pixeles, 50 Hz non-interlaced módtól kezdődően:
| Felbontások | Megjelenítés   | Frekv. |
| ----------- | -------------- | ------ |
| 1280 x 512  | interlaced     | 50 Hz  |
| 640 x 480   | non-interlaced | 60 Hz  |
| 640 x 400   | non-interlaced | 70 Hz  |
| 320 x 200   | non-interlaced | 50 Hz  |

További programozható képernyőmódok használhatók, melyek monitormeghajtó programkönyvtárak (driverek) formájában érhetők el, mint amilyen a VGAOnly driver is. Az ezt használó programok képesek a PC monitorok által használt 31 KHz-es frekvenciára is "felszinkronizált" képet kiadni.

## Fordítás
- Ez a szócikk részben vagy egészben  az   Amiga Advanced Graphics Architecture című angol Wikipédia-szócikk fordításán alapul.  Az eredeti cikk szerkesztőit annak laptörténete sorolja fel. Ez a jelzés csupán a megfogalmazás eredetét és a szerzői jogokat jelzi, nem szolgál a cikkben szereplő információk forrásmegjelöléseként.